# Épagny (Alta Saboia)
Épagny é uma ex-comuna francesa na região administrativa da Alta Saboia, região de Auvérnia-Ródano-Alpes. Estendeu-se por uma área de 6,735 km². Em 2010 a comuna tinha 8 203 habitantes (densidade: 1 218 hab./km²).
Em 1 de janeiro de 2016 foi fundida com a comuna de Metz-Tessy para a criação da nova comuna de Épagny-Metz-Tessy.